# 国際教員団体連盟
国際教員団体連盟（こくさいきょういんだんたいれんめい、The International Federation of Teachers' Associations、IFTA）は、初等教育教員の国際組織。
この連盟は、1905年に、最初の教師連盟である国際教師連盟局として設立され、1926年、第二次世界大戦の後、国際公立中等教員組合連盟（FIPESO）と共同活動を始めた。
1952年、この2連盟はWOTP（World Organisation of the Teaching Profession）とともに統合し、世界教職員団体総連合（WCOTP）が結成。1993年には国際自由教員組合連合（IFFTU）と統合され、新たに教育インターナショナル（EI）が誕生した。